# Alex Covelo
Alex Covelo (Barcelona, 1978. május 19. –) spanyol labdarúgó, edző.

## Pályafutása

### Labdarúgóként
Covelo a spanyolországi Barcelona városában született. Az ifjúsági pályafutását a Sant Andreu csapatában kezdte, majd a Barcelona akadémiájánál folytatta.
1998-ban mutatkozott be a Hospitalet felnőtt keretében. 1999-ben a Cornellà, majd az Europa szerződtette. 2001-ben a Premiàhoz igazolt.

### Edzőként
2013 és 2014 között a San Marino Calcio segéd-, majd 2014-ben első számú edzője volt. 2017-ben a Sabadell akadémiájában töltött be igazgatói pozíciót. 2022 áprilisától a szezon végéig az észak-amerikai első osztályban szereplő San Jose Earthquakes ideiglenes vezetőedzője volt.

## Edzői statisztika
2022. október 9. szerint

| Csapat                            | Nemzet                    | –tól              | –ig                | Mérkőzések | Mérkőzések | Mérkőzések | Mérkőzések | Mérkőzések |
| Csapat                            | Nemzet                    | –tól              | –ig                | M          | Gy         | V          | D          | Gy %       |
| --------------------------------- | ------------------------- | ----------------- | ------------------ | ---------- | ---------- | ---------- | ---------- | ---------- |
| San Jose Earthquakes (ideiglenes) | Amerikai Egyesült Államok | 2022. április 18. | 2022. december 31. | 30         | 10         | 8          | 12         | 33,3       |
| Összesen                          | Összesen                  | Összesen          | Összesen           | 30         | 10         | 8          | 12         | 33,3       |